# 楔形粗面介
楔形粗面介（学名：Traehyleberis scabrocuneata）为粗面介科粗面介屬下的一个种。